# Konjuša (Osečina)
Pour les articles homonymes, voir Konjuša.
Konjuša (en serbe cyrillique : Конјуша) est un village de Serbie situé dans la municipalité d’Osečina, district de Kolubara. Au recensement de 2011, il comptait 90 habitants.

## Démographie
| 1948 | 1953 | 1961 | 1971 | 1981 | 1991 | 2002 | 2011 |
| ---- | ---- | ---- | ---- | ---- | ---- | ---- | ---- |
| 570  | 577  | 498  | 387  | 307  | 193  | 143  | 90   |

|  |